# Zespół Szkół Elektronicznych im. Stanisława Staszica w Zduńskiej Woli
Zespół Szkół Elektronicznych im. Stanisława Staszica w Zduńskiej Woli – jedna z największych szkół w powiecie zduńskowolskim. Szkoła jest samorządową jednostką organizacyjną powiatu zduńskowolskiego. Obecnie kształci uczniów na 5 dostępnych kierunkach nauki: technik elektronik, technik informatyk, technik automatyk, technik programista, technik grafiki i poligrafii cyfrowej.

## Historia
Historia szkoły sięga września 1962 roku. Wtedy rozpoczął się nabór młodzieży do klasy pierwszej o kierunku radiowo-telewizyjnym mieszczącej się w budynku Technikum Mechanicznego przy ul. Żeromskiego. Obecny budynek został przydzielony na jej stałą siedzibę we wrześniu 1967 roku. 31 sierpnia 1967 roku zapadła decyzja o utworzeniu Technikum Elektronicznego w Zduńskiej Woli. Pierwszym dyrektorem został Stefan Warulik. To początki szkoły, która w Zduńskiej Woli bardzo szybko zyskała ogromny szacunek wśród mieszkańców. O elektroniku dowiedzieli się mieszkańcy innych miast regionu. Placówka szybko się rozwijała, przybywało uczniów, nauczycieli. To wymagało coraz większych inwestycji w bazę dydaktyczną, zaplecze. Renoma szkoły docierała do wielu osób spoza Zduńskiej Woli. Sprawiło to, że została podjęta decyzja o utworzeniu szkolnego internatu, który przez dziesiątki lat był nierozerwalnie kojarzony z elektronikiem. W 1989 internat szkoły zdobył pierwsze miejsce w ogólnopolskim konkursie internatów.
W 2009 r. szkoła została sklasyfikowana w Ogólnopolskim Rankingu Szkół Ponadgimnazjalnych organizowanym przez czasopismo „Rzeczpospolita” oraz portal edukacyjny „Perspektywy” na 372 miejscu w Polsce i 30 miejscu w województwie łódzkim. Była jedyną szkołą powiatu zduńskowolskiego w tym rankingu. Za to osiągnięcie szkoła otrzymała nagrodę Wojewody Łódzkiego, Kuratora Oświaty w Łodzi i Starosty Zduńskowolskiego.

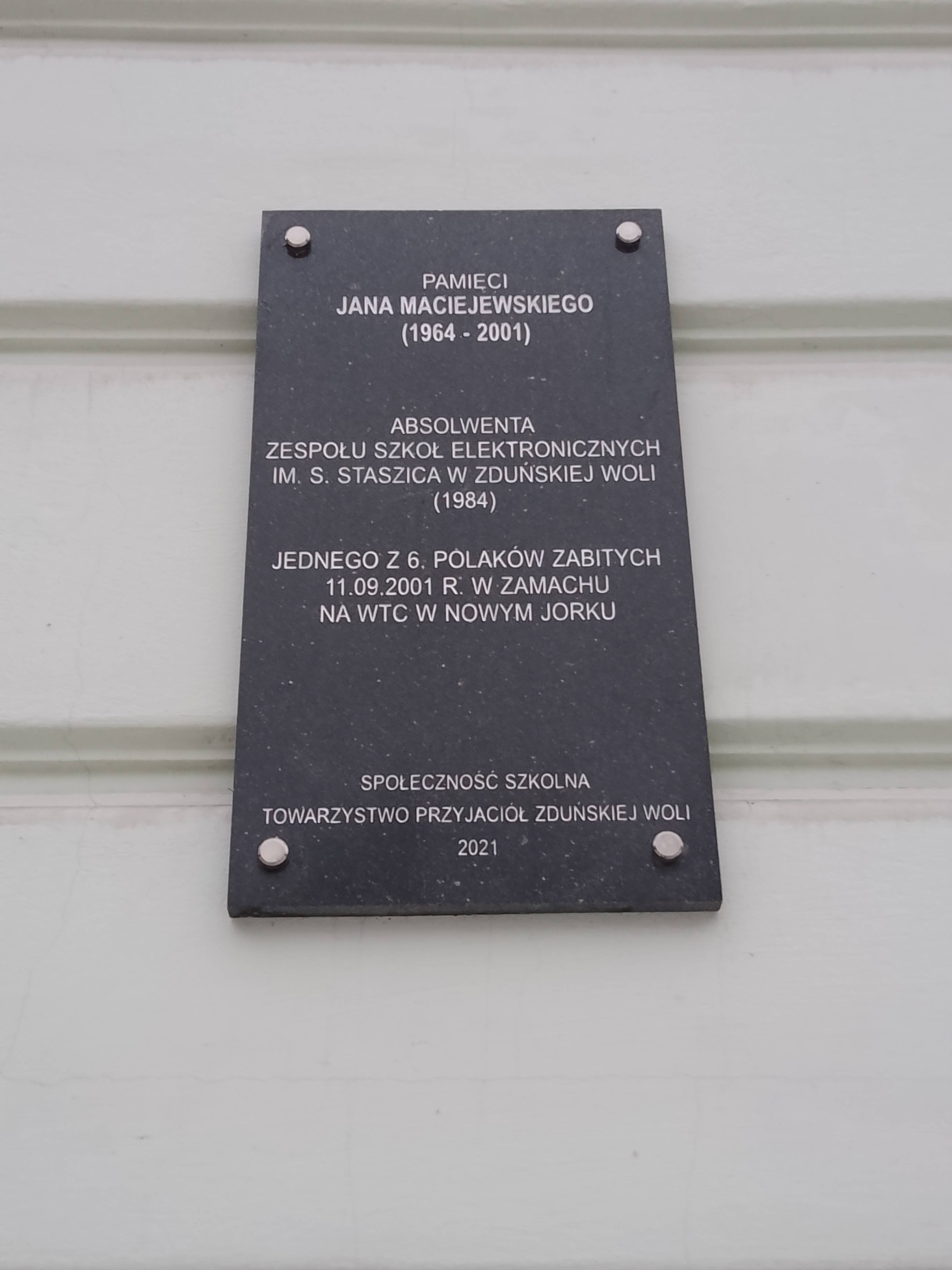
Tablica upamiętniająca

W latach 2012 i 2013 Technikum nr 2, będące częścią Zespołu Szkół Elektronicznych im. Stanisława Staszica w Zduńskiej Woli, w Ogólnopolskim Rankingu Techników, zajęło I miejsce w województwie łódzkim, a w skali kraju – odpowiednio 14. i 15. miejsce. W 2021 odsłonięto tablicę upamiętniającą absolwenta tej szkoły - Jana Maciejewskiego, który był 1 z 6 Polaków zabitych w atakach na World Trade Center 11 września 2001 roku. 